# 글리제 876 d
글리제 876 d 또는 물병자리 IL d는 지구에서 물병자리 방향으로 약 15광년 떨어져 있는 글리제 876을 공전하는, 외계 행성이다. 글리제 876을 도는 행성 중 세 번째로 발견되었으며, 펄사 PSR B1257+12를 도는 행성들을 빼면 발견 직전 시점까지의 외계 행성들 중 가장 작은 질량을 지닌 존재이기도 했다. 이처럼 질량이 작기 때문에 d를 슈퍼 지구로 분류하기도 한다.

## 발견
발견된 외계 행성들 대부분과 마찬가지로 글리제 876 d는 행성의 중력이 항성의 시선 속도에 영향을 주는 것을 이용하여 발견되었다. 항성의 분광선에 나타나는 도플러 효과를 관측하여 시선 속도값을 알 수 있다. 발견 당시 글리제 876에는 이미 외계 행성 글리제 876 b, c의 존재가 확인되어 있는 상태였다(이 둘은 1:2의 궤도공명을 보인다). b와 c의 존재가 밝혀진 후 이들의 시선 속도를 통해 2일 간격의 또다른 주기가 존재함이 알려졌다. 이는 지구 질량의 최소 5.9배에 이르는 제3의 행성이 있다는 뜻이었다. 새로 발견된 행성은 글리제 876 d로 이름붙여졌으며 에우제니오 리베라 연구진이 2005년에 발견 사실을 공식적으로 발표했다.

## 공전궤도와 질량
글리제 876 d는 항성으로부터 고작 0.0208 천문단위(311만 킬로미터) 떨어져 있다. 이 정도 거리에서 이론상 조석 상호작용 때문에 공전 궤도는 원형이 된다. '2006년 근거리 외계행성 목록'에 따르면, 글리제 876계의 행성들은 목성의 위성 유로파와 가니메데가 이오와 상호작용하는 것과 비슷할 정도로 서로 가까이 있다고 한다. 글리제 876 d의 궤도는 이오와 마찬가지로, 케플러궤도가 아니다.
글리제 876 d를 발견하는 데 사용된 시선속도법의 단점은 이 방법으로 발견한 행성의 최소 질량만을 알 수 있다는 것이다. 글리제 876 d의 최소 질량은 지구의 5.88배이다. 실제 질량은 궤도경사각의 크기에 달려 있는데 경사각의 값은 보통 알 수 없는 경우가 많다. 글리제 876 계의 경우 행성 사이의 중력적 상호작용을 이용하여 실제 질량을 구할 수 있는데, 시선 속도 자료와 가장 잘 들어맞는 궤도경사각은 50도(천구면에 대해 기울어진 정도)이다. 이 값이 참이라면 d의 실제 질량은 최저값보다 30퍼센트 정도 큰, 지구질량의 7.5배 수준이 된다. 그런데 측정천문학적 관측에 따르면 b의 경사각은 84도 정도로, 이 값에 따르면 b의 질량은 최솟값보다 약간 더 큰 수준이 된다.
만약 글리제 876 d의 비(非) 케플러궤도가 케플러 이심률 0.28까지 평준화된다면, 모형에 따르면 조석열 때문에 이 행성의 지각은 완전히 녹아내릴 것이다. d 표면에서 열 플럭스의 예상 총량은 약 104-5 W/m2이다. 참고로 목성의 위성 이오 표면의 열 플럭스 총량은 약 3 W/m2이다. 여기서 계산한, 글리제 876 d가 글리제 876으로부터 받는 에너지의 총량은 약 40,000 W/m2가 된다.

## 물리적 특징

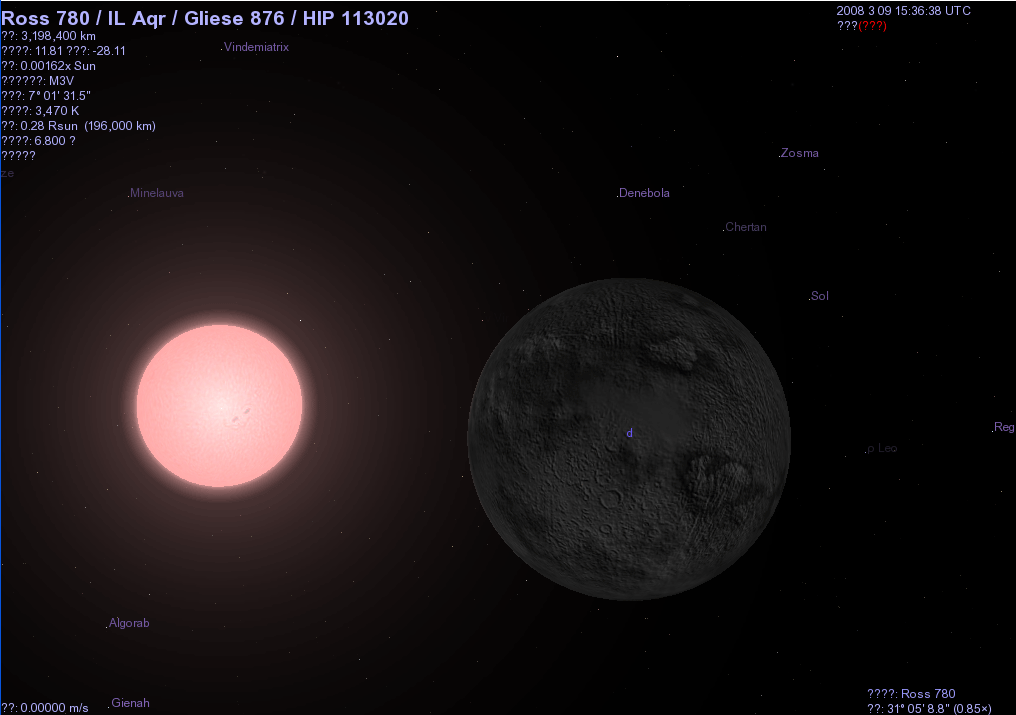
적색 왜성 글리제 876과 행성 글리제 876 d.

글리제 876 d는 어머니 항성에 미치는 행성의 중력 효과를 통해 간접적으로 발견되었기 때문에 반지름, 화학적 조성물, 유효 온도 등은 아직 밝혀지지 않았다. 온도 분포 및 최대 반사율(0.8)이 금성과 비슷하다고 가정할 경우 d의 표면 온도는 약 430 ~ 650 켈빈이 된다.
질량이 작기 때문에 글리제 876 d는 암석 행성일 가능성이 있다. 지구보다 무거운 행성은 지구보다 내부가 더 강하게 압축되어 있을 것이기 때문에, 글리제 876 d의 질량이 지구의 7.5배 정도라고 가정하면 밀도는 약 8,000 kg/m3이 되어 표면 중력은 지구의 2.5배 수준이 된다. 반지름은 지구보다 73 퍼센트 더 커지게 된다.
이와 같이 질량이 매우 큰 암석 행성이 어떻게 태어났느냐에 대한 두 가지 학설이 있다.
첫째, 가스 행성이 항성 쪽으로 이동하는 과정에서 함께 항성 쪽으로 끌려온 물질들이 따로 뭉쳐서 이런 암석 행성이 태어났다는 설이 있다.
둘째, d는 지금보다 먼 곳에서 가스 행성 형태로 태어난 뒤 다른 가스행성들처럼 항성으로 끌려왔으리라고 보는 설이다. 이 경우 원래 d는 물과 같은 휘발성 물질을 풍부하게 갖고 있었지만, 어머니 항성의 코로나 질량 방출을 통해 원래 지녔던 수소 대기층을 잃어버렸다는 것이다. 이 경우 d는 규산염으로 이루어진 핵에서 상층부로 분리되어 나온, 초임계유체 형태로 강하게 압축된 물의 바다를 지닐 가능성이 있다. 이 '물의 바다' 층은 행성 내부에 있으며 강한 압력 때문에 얼음과 같은 고체 상태일 가능성이 크다. 이런 행성의 대기는 물의 수증기와, 자외선 복사로 물이 분해되어 생긴 자유 산소로 이루어져 있을 것이다.
앞의 두 학설 중 어느 쪽이 맞는지 알아내기 위해서는 행성의 반지름이나 화학 조성물에 대한 더 자세한 정보가 확보되어야 한다. 아쉽게도 글리제 876 d는 항성 표면을 통과하지는 않는 것으로 보이며, 이는 기존에 확보된 자료보다 더 자세한 정보를 현재의 관측 능력으로는 알 수 없음을 뜻한다.

## 같이 보기
- 글리제 581 c
- OLE-2005-BLG-390Lb

## 참고 문헌
1. 1 2 3 4 5  Rivera, E.;  외. (2005). “A ~7.5 M⊕ Planet Orbiting the Nearby Star, GJ 876”. 《The Astrophysical Journal》 634 (1): 625–640. doi:10.1086/491669.[깨진 링크(과거 내용 찾기)]
2. ↑  Butler, R.;  외. (2006). “Catalog of Nearby Exoplanets”. 《The Astrophysical Journal》 646: 505–522. doi:10.1086/504701.[깨진 링크(과거 내용 찾기)] (웹 버전)
3. ↑  Rivera, E.;  외. (2005). “A ~7.5 M⊕ Planet Orbiting the Nearby Star, GJ 876”. 《The Astrophysical Journal》 634 (1): 625 – 640.
4. ↑  Rivera, E., Lissauer, J. (2001). “Dynamical Models of the Resonant Pair of Planets Orbiting the Star GJ 876”. 《The Astrophysical Journal》 558 (1): 392–402. doi:10.1086/322477.
5. ↑  Brian, Jackson; Richard Greenberg, Rory Barnes. “Tidal Heating of Extra-Solar Planets”. 《ApJ》.
6. ↑  글리제 876이 발산하는 에너지의 양은 태양의 약 1.24 퍼센트 수준이다. 글리제 876 d는 항성에서 0.0208 천문단위 떨어진 거리에 있다. 이 거리에서 d가 1 제곱미터당 받는 에너지는 지구가 받는 에너지(1366 W/m^2 또는 39,151 W/m^2)의 0.0124*48*48 배가 된다.
7. ↑  Fogg, M., Nelson, R. (2005). “Oligarchic and giant impact growth of terrestrial planets in the presence of gas giant planet migration”. 《Astronomy and Astrophysics》 441 (2): 791–806. doi:10.1051/0004-6361:20053453.
8. ↑  H. Lammer;  외. (2007). “The impact of nonthermal loss processes on planet masses from Neptunes to Jupiters” (PDF). 《Geophysical Research Abstracts》 9 (07850). 2019년 12월 15일에 원본 문서 (PDF)에서 보존된 문서. 2009년 1월 15일에 확인함.
9. ↑  Zhou, J.-L.;  외. (2005). “Origin and Ubiquity of Short-Period Earth-like Planets: Evidence for the Sequential Accretion Theory of Planet Formation”. 《The Astrophysical Journal》 631 (1): L85–L88. doi:10.1086/497094.